# Brodno
Brodno (niem. Breitenau) – wieś w Polsce położona w województwie dolnośląskim, w powiecie średzkim, w gminie Środa Śląska.

## Podział administracyjny
W latach 1975–1998 miejscowość administracyjnie należała do województwa wrocławskiego.

## Obiekty sakralne
W Brodnie znajduje się kościół (filia parafii Szczepanów) pw. św. Maksymiliana Marii Kolbego – wzniesiony przez mieszkańców wsi. Wyświęcenie patrona – św. Maksymiliana w Rzymie i oddanie kościoła do użytku mają wspólną datę. Jest to pierwszy kościół pod wezwaniem tego patrona.

## Środowisko naturalne
W Brodnie są 3 jeziora, w tym jedno starorzecze – stare koryto rzeki Odry. Dawniej w okolicach tej wsi można było spotkać bielika, który gniazdował pomiędzy wsiami Brodno i Rzeczyca. Z wykopalisk w okolicach Brodna wydobyto wiele kamieni i kruszców, które można podziwiać w Muzeum Średzkim.

## Powodzie i podtopienia
W 1997 roku wioskę nawiedziła powódź, która zalała ją z czterech stron. W 2010 roku woda nie przedostała się poza granicę wałów, jednak dla wioski był ogłoszony stan wyjątkowy oraz zalecana była ewakuacja. 

## Krótki opis
We wsi znajduje się także remiza Ochotniczej Straży Pożarnej (OSP) oraz świetlica wiejska należąca do Domu Kultury w Środzie Śląskiej. Niedawno przy remizie OSP został oddany do użytku ośrodek socjalno-szkoleniowy oddany na potrzeby mieszkańców wsi.